# 唐泰陵
泰陵为唐十八陵之一，为唐玄宗李隆基墓。位于渭南市蒲城县东北15公里的丰山。
唐肅宗宝应元年，太上皇唐玄宗駕崩於在長安太極宮甘露殿，第二年三月葬在泰陵，以元献皇后杨氏共葬。殷山为陵，玄宗亲自选定陵址，陵区周围38公里。陵园建筑和乾陵相似，但规模略小。南门神道两侧原有石翁仲十对，藩使石人像八尊，石马五对，朱雀（鸵鸟）、华表各一对。北门外石马五对。现在仅存30余件石雕。泰陵陪葬有1座，即高力士墓。
墓前石碑寫著「唐元宗泰陵」，主要是因為立碑當時是清朝乾隆帝在位時期，為了避諱乾隆帝祖父康熙帝名字所以易玄宗為「元宗」。